# 聂景旭
聂景旭（1930年—2023年6月12日），男，湖南桃源人，中国航空发动机专家，曾任北京航空学院教授、博士生导师。